# بوب سيمز
بوب سيمز (3 يوليو 1915 في الولايات المتحدة - 17 مايو 1994 في الولايات المتحدة) (بالإنجليزية: Bob Sims)‏ هو لاعب كرة سلة أمريكي في مركز الوسط. لعب مع أتلانتا هوكس.

## وصلات خارجية
- بوب سيمز على موقع سبورتس رفرنس (الإنجليزية)